# Distrito de Buenavista Alta
El distrito de Buenavista Alta es uno de los cuatro distritos de la provincia de Casma, ubicada en el departamento de Ancash, bajo la administración del Gobierno regional de Áncash, en el Perú. 

## Historia
El distrito fue creado mediante Ley N° 8075 del 5 de abril de 1935, en el gobierno del Presidente Oscar R. Benavides.
El distrito de Buena Vista Alta fue creado el 5 de abril de 1935 por Ley 8075, durante el gobierno del presidente Óscar R. Benavides. Buenavista Alta es uno de los cuatro distritos que conforman la provincia de Casma, región de Áncash.
El distrito posee una superficie total de 476,62 km², y una altitud de 216 m s. n. m. Su capital es el pueblo de Buenavista Alta. Cuenta con una población de 4213 habitantes según INEI. 
Buenavista se encuentra ubicada a 13 km de la ciudad de Casma, capital de la provincia del mismo nombre. Se ingresa por el desvío de la carretera a Huaráz, a una altura aproximada de 216 m s.n.m. El distrito de Buenavista Alta cuenta con una superficie de 491,70 km².
Su clima es cálido, pues ronda entre 13 °C y 31 °C. Como temperatura media se estiman 22 °C.
El valle de Buenavista es una zona privilegiada en cuanto a riqueza turística se refiere, ya que exhibe lugares arqueológicos de importancia, tales como el sitio arqueológico el Olivar, el complejo arqueológico de Cahuacucho, así como la Huaca de Huanchuy y Sechín Alto, los cuales son restos que aún falta que sean estudiados a plenitud.
Los Geoglifos de Pampa Colorada se encuentran ubicados a 14 kilómetros al sureste de Casma.
En los últimos años se ha convertido en uno de los principales distritos a nivel de la provincia de Casma en la producción del mango de exportación y así como el como el mango criollo y la ciruela buenavisteña. (Realizándose de manera costumbrista el festival del mango y la ciruela)

## Autoridades

### Municipales
- 2019 - 2022[2]
  - Alcalde: Hugo Arturo Pajito Mendoza, del Partido Democrático Somos Perú.
  - Regidores:

  1. Chanel Yeltsin Vargas Casio (Partido Democrático Somos Perú)
  2. Alex Lalo Ramírez Guerrero (Partido Democrático Somos Perú)
  3. Giovanni Nelson Huerta Cashpa (Partido Democrático Somos Perú)
  4. Evelin Rosmeri Quillash Vergara (Partido Democrático Somos Perú)
  5. Walter Danmert Carrasco Mejia (Alianza para el Progreso)

Alcaldes anteriores
- 2015 - 2018:[3] Tomás Marcelo Polo Agape, del Movimiento Independiente Regional Río Santa Caudaloso.
- 2011 - 2014: Jaime Philip Estrada Salinas, del Movimiento Acción Nacionalista Peruano (MANP).
- 2006 - 2010: Máximo Pedro Vargas Cutamanca.